# Hadronyche eyrei
Hadronyche eyrei is een spinnensoort uit de familie Atracidae. De soort komt voor in Zuid-Australië.